# Melanie Bong

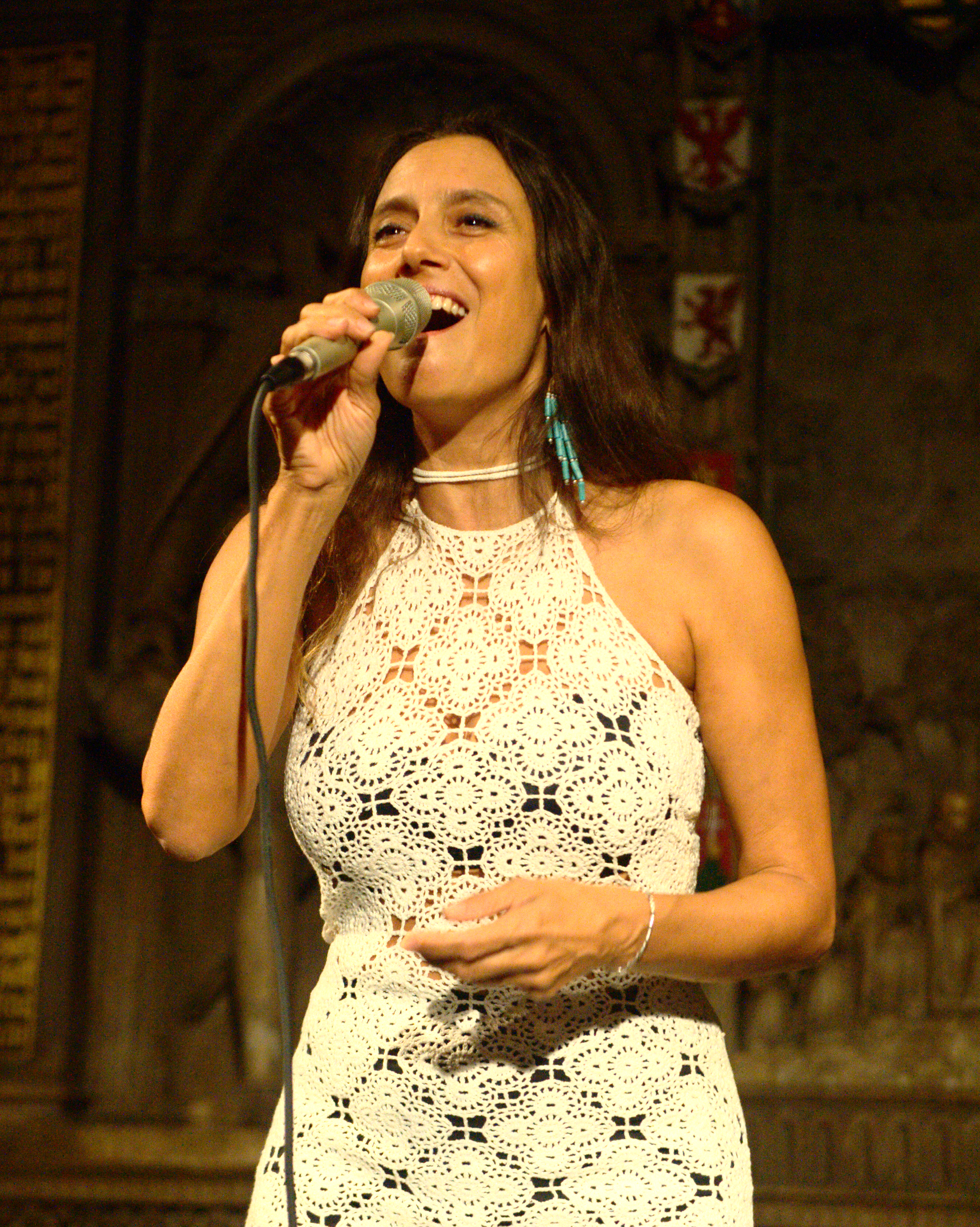
Melanie Bong in 2017

Melanie Bong (München, 6 juni 1968) is een Duitse jazzzangeres.
Bong studeerde aan de Hochschule für Musik in Graz bij Sheila Jordan, Mark Murphy en Andy Bey. Ze gaf les aan de Anton Bruckner Privatuniversität en het conservatorium in Innsbruck. Ze was jarenlang lid van het Maximilian Geller-kwintet, waarmee ze meerdere albums opnam. Ze toerde met het Memorial Orchestra onder leiding van Bob Lanese in Frankrijk. In 2002 kwam ze met haar debuutalbum. Ze zingt niet alleen in haar eigen groep, maar ook in het project Caminhos Cruzados van Fernando Corrêa.

## Discografie (selectie)
- Fantásia (2002, met Johannes Enders, Fernando Corrêa, Martin Woess, Adelhard Roidinger, Gregor Hilbe, Ernst Grieshofer, Maurizio Nobill)
- gypsy dream (2005, met Johannes Enders, Fritz Pauer, Christian Diener, Rick Hollander, Nini Mureskic)

## Referentie
- Jürgen Wölfer Jazz in Deutschland – Das Lexikon. Alle Musiker und Plattenfirmen von 1920 bis heute. Höfen: Hannibal Verlag 2008, ISBN 978-3-85445-274-4

- Gemeinsame Normdatei: 134862023
- International Standard Name Identifier: 0000 0000 5643 9048
- MusicBrainz: 482069da-3a90-4462-b0df-e010a9b14e1f
- Nationale Bibliotheek van Tsjechië: xx0167940
- Virtual International Authority File: 79822342
- WorldCat: E39PBJgxqQjjQ6vwk6ybrcMwYP